# Endreffy Károly
Endreffy Károly (Békéscsaba, 1826 – Budapest, 1885. április 5.) megyei szolgabíró, ügyvéd, lapszerkesztő, 1848-as hadnagy.

## Élete
Tanulmányainak befejezése után, 1848-ban honvéd lett. 22 évesen végigküzdötte a szabadságharcot és mint főhadnagy tette le a fegyvert. Fogságba esett, majd szabadulása után előbb ügyvédként, majd megyei ügyészként, aztán ismét ügyvédként tevékenykedett Békésgyulán. Az 1850-es és 1860-as években tevékenysége az irodalomra is kiterjedt. 1877 végén a gyulai járás megválasztotta szolgabírájának, azonban 1884-ben betegeskedése miatt elmozdították hivatalából. Budapesten halt meg gyógykúrája során, 1885. április 5-én délelőtt 10 órakor, életének 59. évében. Nyugalomra helyezték 1885. április 7-én délelőtt a budai krisztinavárosi sírkertben. Neje Trachberger Antónia volt.
Beszédeket írt a Hölgyfutárba (1858–1859 között, valamint 1862-ben), Gyulán a Békési Lapokat szerkesztette 1876-tól 1877. december 30-ig.